# Pedro Serrano Laktaw
Pedro Serrano Laktaw (ur. 24 października 1853, zm. 22 września 1928) – filipiński językoznawca, leksykograf i dziennikarz.
Urodził się w prowincji Bulacan na wyspie Luzon w rodzinie kreolskiej o bogatych tradycjach intelektualnych. Jego ojciec, Rosalío Serrano Reyes, opracował dwa cieszące się uznaniem słowniki języka tagalskiego. Odebrał gruntowne wykształcenie w zakresie nauk humanistycznych, w 1877 ukończył jezuicką Escuela Normal Superior de Maestros w Manili. Pracował jako nauczyciel w rozmaitych miejscowościach, przede wszystkim w prowincji Pampanga w centralnej części Luzonu. W 1887 wyjechał do Hiszpanii, gdzie dzięki uzyskanemu stypendium studiował w Salamance i w Madrycie. Ceniony przez sobie współczesnych za swoje zdolności dydaktyczne, był jedynym filipińskim nauczycielem małoletniego króla Alfonsa XIII.
Żywo zaangażowany w życie społeczne i kulturalne kolonialnych Filipin, w publikowanych przez siebie artykułach prasowych występował przeciwko nadużyciom kleru katolickiego, domagał się też demokratycznej reprezentacji archipelagu w hiszpańskich Kortezach. Był również jednym z pionierów filipińskiego wolnomularstwa.
Znany wszakże przede wszystkim ze swojej aktywności językoznawczej. Opracował Diccionario hispano-tagálog, wydany w Manili w 1889, a także jego kontynuację, Diccionario tagálog-hispano (1914). Pośmiertnie światło dzienne ujrzały także jego Estudios gramaticales sobre la lengua tagálog (1929). Jest uznawany, wraz z José Rizalem i Trinidad Hermenegildo José Pardo de Taverą za jednego z wielkich reformatorów ortografii tagalskiej.